# Four (албум)
Four е четвъртият албум на британско-ирландската момчешка група „Уан Дайрекшън“. Оглавява класациите за албуми във Великобритания и много други страни по света. От албума са издадени общо два сингъла – Steal My Girl и Night Changes. Това е последният албум с участието на Зейн Малик, който напуска групата на 25 март 2015 г.

## Списък с песните

### Оригинален траклист
1. Steal My Girl – 3:48
2. Ready to Run – 3:16
3. Where Do Broken Hearts Go – 3:49
4. 18 – 4:08
5. Girl Almighty – 3:21
6. Fool's Gold – 3:31
7. Night Changes – 3:46
8. No Control – 3:19
9. Fireproof – 2:54
10. Spaces – 4:16
11. Stockholm Syndrome – 3:34
12. Clouds – 3:51

### Последно издание
1. Change Your Ticket – 4:26
2. Illusion – 3:14
3. Once in a Lifetime – 2:38
4. Act My Age – 3:18

### Японско издание
1. Steal My Girl (Big Payno & Afterhrs Pool Party Remix) – 5:20
2. Steal My Girl (акустична версия) – 3:47
3. Story of My Life (на живо от San Siro) – 4:09